# Jessé Mendes
Jessé Mendes (Guarujá, 9 de janeiro de 1993) é um surfista profissional brasileiro, casado com a surfista brasileira-havaiana Tatiana Weston-Webb.